# Euclastes
L'euclaste (gen. Euclastes) è una tartaruga estinta, vissuta tra il Cretaceo superiore e l'Eocene (circa 70 - 45 milioni di anni fa) e i suoi resti fossili sono stati ritrovati in Nordamerica.

## Descrizione
Questo animale doveva assomigliare molto a una tartaruga marina attuale (Caretta caretta). Il cranio era largo e appiattito, con orbite dirette in avanti e in alto (simili a quelli dell'attuale Caretta). Al contrario di numerosi generi suoi contemporanei come Toxochelys ed Eochelone, Euclastes possedeva un palato secondario, anche se non sviluppato come in altre tartarughe (ad esempio Ctenochelys).
Tra le caratteristiche di Euclastes vi erano il carapace arrotondato posteriormente, con le epipiastre strette. L'entoplastron era molto corto, e le xifipiastre erano fortemente unite lungo la linea mediana. Era presente un palato secondario largo e piatto, e l'osso dentale era ampio con una sinfisi allungata e una superficie triturante piatta. L'omero era di foggia primitiva, e le aperture nel carapace erano più piccole rispetto a quelle delle forme attuali.

## Classificazione
Il genere Euclastes venne descritto per la prima volta da Edward Drinker Cope nel 1867; la specie tipo, Euclastes platyops, proveniente dal Cretaceo terminale degli Stati Uniti, era comunque basata su materiale frammentario. Nel corso degli anni il genere Euclastes divenne un genere "di comodo" per includere un gran numero di specie di tartarughe marine. Una revisione operata nel 2003 mise in luce alcune autapomorfie della specie tipo (Lynch e Parham, 2003), e uno studio successivo riconobbe altre specie appartenenti a Euclastes: E. acutirostris ed E. wielandi. Tutte queste specie condividevano una caratteristica comune, le orbite direzionate verso in avanti e verso l'alto (una caratteristica non comune ad altre tartarughe marine basali durofaghe). Altre specie attribuite a Euclastes vennero in seguito trasferite ad altri generi, come Mexichelys e Pacifichelys (Parham e Pyenson, 2010).
Euclastes e le forme simili fanno parte della superfamiglia dei chelonioidi, che comprende tutte le tartarughe marine attuali. Euclastes è comunque una forma basale, al di fuori della famiglia Cheloniidae.
Altre tartarughe dotate di caratteristiche simili sono Lytoloma del Cretaceo/Paleocene e Glossochelys dell'Eocene medio. Un altro chelone ben noto ma dalla storia tassonomica confusa è Osteopygis, in realtà una chimera basata su un cranio fossile di Euclastes e ossa postcraniche di macrobaenidi.

## Paleoecologia
Euclastes e le forme a esso imparentate possedevano mascelle adatte a una dieta durofaga, ovvero erano in grado di frantumare i gusci di animali come i molluschi. È probabile che i vari generi di chelonioidi basali durofagi non fossero strettamente imparentati, ma fossero invece il risultato di una convergenza evolutiva.